# Walter Bucher
Walter Bucher (født 8. juni 1926 i Zürich, død 6. marts 2025) var en cykelrytter fra Schweiz. Hans foretrukne disciplin var banecykling, hvor han vandt guldmedaljer ved VM og de nationale mesterskaber. 
Han stillede til start i 66 seksdagesløb, hvor af han vandt de elleve. Sidste sejr kom i 1956 ved Seksdagesløbet i Aarhus i Aarhus-Hallen, hvor han vandt løbet med makker Jean Roth. Ved Københavns seksdagesløb i 1960 endte han sammen med sin makker Fritz Pfenninger på andenpladsen. 